# 弗雷德里克·波爾
弗雷德里克·波爾（Frederik Pohl，1919年11月26日—2013年9月2日）是美國科幻小說作家，曾贏得四次雨果獎和三次星雲獎。

## 生平
他的第一部發表的作品是1937年長詩《Elegy to a Dead Satellite: Luna》，2011年發表最後一部小說《All the Lives He Led》，他的文章和論文發表於2012年。
從1959年左右至1969年，弗雷德里克·波爾擔任雜誌編輯，並曾贏得三個年度雨果獎最佳專業雜誌。1977年，小說《Gateway》榮獲四項年度最佳小說獎：雨果獎，軌跡獎，星雲獎和約翰·W·坎貝爾紀念獎。他曾贏得四次雨果獎和三次星雲獎。